# D'abord, ils ont tué mon père (film)
Pour le livre, voir D'abord, ils ont tué mon père.
Pour plus de détails, voir Fiche technique et Distribution.
D'abord, ils ont tué mon père (anglais : First They Killed My Father ; khmer : មុនដំបូងខ្មែរក្រហមសម្លាប់ប៉ារបស់ខ្ញុំ Moun dambaung Khmer Krahm samleab ba robsa khnhom) est un film américano-cambodgien réalisé par Angelina Jolie, sorti en 2017. Il s'agit de l'adaptation du roman autobiographique de la militante cambodgienne Loung Ung.

## Synopsis
Loung Ung avait cinq ans lorsque le régime de Pol Pot a pris le pouvoir au Cambodge. Son père était un riche employé du gouvernement, c'est-à-dire une cible privilégiée pour les Khmers rouges. Loung, ses parents et plusieurs frères et sœurs ont dû quitter leur maison de Phnom Penh, vidée de ses habitants en avril 1975, se mettant en route du jour au lendemain sans destination. Ils ont été contraints de laisser tous leurs biens derrière eux, prétendant être une famille de paysans afin d'éviter la capture et furent finalement envoyés dans un camp de travail.
Après une série de camps de travail, Loung et sa famille devinrent usés par la faim constante et l'épuisement, la peur et la séparation, devant cacher leurs émotions afin d'éviter de paraître faibles. Bientôt, Khouy et Meng, les frères de Loung, ainsi que Keav, sa sœur, furent envoyés dans un autre camp de travail. Keav mourut peu de temps après son arrivée. Par la suite, le père de Loung fut emmené par des Khmers rouges et ne revint jamais, certainement tué. La mère de Loung la força à fuir avec sa sœur Chou et son frère. La mère resta seule avec son bébé et ne fut jamais retrouvée, probablement tuée elle aussi. Loung et Chou, trop effrayées à l'idée de se séparer comme on le leur avait demandé, rejoignirent un camp de travail pour enfants et restèrent ensemble, jusqu'à ce que Loung soit envoyée dans un autre camp afin de devenir enfant soldat.
Finalement, après l'invasion du Cambodge par le Vietnam en 1979, soldant ainsi la fin du régime khmer rouge, Loung retrouva ses frères et sœurs et s'enfuit avec Meng et Eang, la nouvelle femme de Meng, successivement au Vietnam, en Thaïlande, puis aux États-Unis.

## Fiche technique
Sauf indication contraire, les informations mentionnées dans cette section peuvent être confirmées par la base de données cinématographiques IMDb,  présente dans la section « Liens externes ».
- Titre original : First They Killed My Father
- Titre français : D'abord, ils ont tué mon père
- Réalisation : Angelina Jolie
- Scénario : Angelina Jolie, Loung Ung, d'après le roman éponyme de cette dernière
- Direction artistique : Tom Brown
- Musique : Marco Beltrami
- Montage : Xavier Box et Patricia Rommel
- Photographie : Anthony Dod Mantle
- Décors : Lek Chaiyan Chunsuttiwat, Eric Luling et Tom Reta
- Costumes : Ellen Mirojnick
- Production : Angelina Jolie, Rithy Panh, Ted Sarandos et Michael Vieira
- Sociétés de production : Netflix, Bophana Production
- Société de distribution : Netflix
- Budget: 22 000 000 $
- Pays d'origine : Cambodge, États-Unis
- Langues originales : Khmer, anglais et français
- Genre : drame, historique, biographique
- Durée : 136 minutes
- Date de sortie :

Cambodge : 18 février 2017 (première à Siem Reap)
États-Unis : 2 septembre 2017 (Festival du film de Telluride)
Canada : 11 septembre 2017 (Festival international du film de Toronto)
15 septembre 2017 sur Netflix

## Distribution
- Sreymoch Sareum (VF : Clara Soares) : Loung Ung
- Kompheak Phoeung (VF : Anatole de Bodinat) : Pa Ung
- Socheta Sveng (VF : Jade Phan-Gia) : Ma Ung
- Dara Heng : Meng
- Sothea Khoun : Khouy
- Sreyneang Oun : Keav
- Kimhak Mun : Kim
- Chenda Run : Chou
- Nika Sarun : Geak

## Distinctions
- Golden Globes 2018 : Meilleur film en langue étrangère